# Leperina

Leperina  (лат.) — род мелких жуков из семейства темнотелки (Trogossitidae). Австралазия. Около 20 видов.

## Распространение
Австралия и Океания: от Новой Гвинеи до Австралии, Новой Зеландии и Новой Каледонии.

## Описание
Мелкие и среднего размера жуки-темнотелки буроватого цвета (от красновато-коричневого до чёрного), длина от 5,5 до 15,6 мм. Усики 11-и члениковые. Глаза крупные, расположены на дорсальной поверхности головы. Тело покрыто микрочешуйками и щетинками. Надкрылья с бороздками. Взрослые особи и их личинки хищники. Летают и передвигаются быстро, подобно жукам-златкам. Виды Leperina decorata and Leperina monilata были обнаружены на эвкалиптах Eucalyptus obliqua, где они охотились за личинками жуков-усачей Epithora dorsalis (Cerambycidae; Bashford 1994). Цикл развития занимает один год. Имаго также обнаружены на Acacia dealbata (Bashford 1991).

## Систематика
Род был впервые выделен в 1844 году немецким энтомологом Вильгельмом Фердинандом Эрихсоном. В ходе ревизии семейства темнотелок, проведённой в 2013 году чешским колеоптерологом Иржи Колибачем (Jiří Kolibáč ; Moravian Museum, Department of Entomology, Брно, Чехия) для рода указано около 20 валидных видов.
- Leperina adusta Pascoe, 1860 — Мельбурн
- Leperina burnettensis MacLeay, 1871 — Gayndah, Австралия
- Leperina cincta Léveillé, 1889 — Новая Зеландия
- Leperina cirrosa Pascoe, 1860 — Moreton Bay
- Leperina conspicua Olliff, 1885 — Австралия
- Leperina decorata Erichson, 1842 — Тасмания
- Leperina fraterna Olliff, 1885 — Австралия
- Leperina lacera  Pascoe, 1860 — Viti Isl.
- Leperina lichenea  Fauvel, 1866 — Новая Каледония
- Leperina lifuana  Fauvel, 1903 — Lifu Isl.
- Leperina loriae  Léveillé, 1893 — Новая Гвинея
- Leperina marmorata  Arrow, 1900 — Christmas Isl.
- Leperina mastersi  MacLeay, 1869 — Gayndah, Австралия
- Leperina monilata — Австралия
- Leperina opatroides Léveillé, 1884 — Новая Гвинея
- Leperina seposita Olliff, 1885 — Австралия
- Leperina spercheoides Léveillé, 1878 — Новая Каледония
- Leperina turbata  Pascoe, 1863 — Австралия